# Jerome (Illinois)
Jerome è un villaggio degli Stati Uniti d'America, situato nello Stato dell'Illinois, nella contea di Sangamon.